# Rumania en los Juegos Olímpicos de Grenoble 1968
Rumanía estuvo representada en los Juegos Olímpicos de Grenoble 1968 por un total de 30 deportistas que compitieron en 5 deportes.  
La portadora de la bandera en la ceremonia de apertura fue la patinadora artística Beatrice Huștiu.

## Medallistas
El equipo olímpico rumano obtuvo las siguientes medallas:
| Nombre                     | Deporte   | Competición |
| -------------------------- | --------- | ----------- |
| Oro                        |           |             |
| —                          |           |             |
| Plata                      |           |             |
| —                          |           |             |
| Bronce                     |           |             |
| Ion Panțuru Nicolae Neagoe | Bobsleigh | Doble M     |